# Eva Bonnier
Pour les articles homonymes, voir Bonnier.
Eva Fredrika Bonnier (née à Stockholm le 17 novembre 1857, morte à Copenhague le 15 janvier 1909) est une artiste peintre paysagiste, portraitiste et philanthrope suédoise.

## Biographie

### Enfance et formation

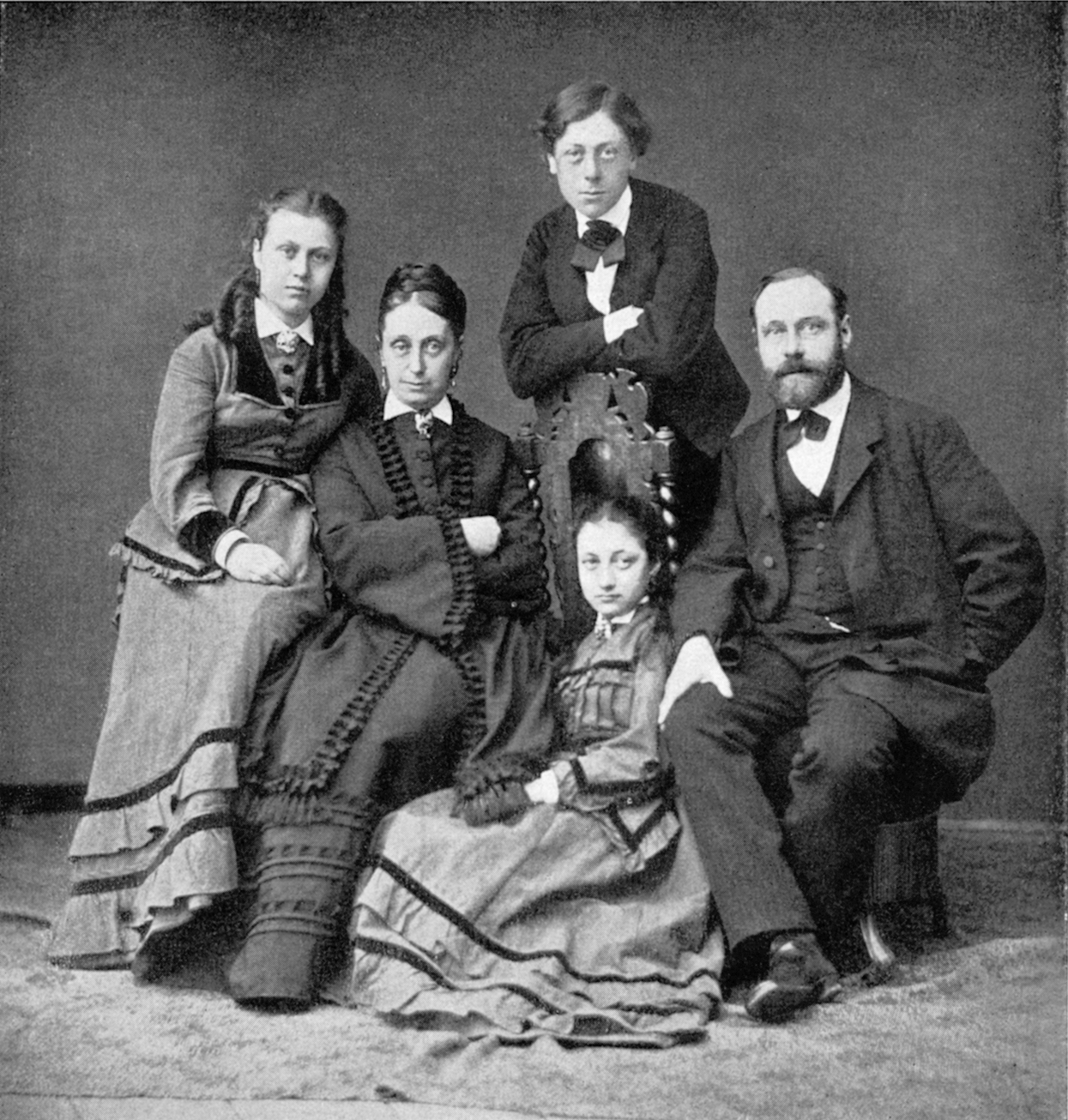
La famille Bonnier dans les années 1860. Jenny se tient à gauche de sa mère Betty. Eva est entre sa mère et son père Albert. Karl Otto est accoudé au-dessus.

Eva Bonnier est la plus jeune fille de l'éditeur Albert Bonnier et de Betty Bonnier, née Rubenson. Elle est élevée dans une maison bourgeoise de Norrmalm à Stockholm et passe les étés de sa jeunesse à Dalarö. Sa famille fait de nombreux voyages à l'étranger et est alors très active dans le milieu culturel européen. À la mort de son père, son frère Karl Otto Bonnier devient l'héritier désigné de la maison d'édition Bonnier.
Eva Bonnier commence ses études à l'école d'August Malmström en 1875 , puis elle est admise le 28 août 1878 à l'Académie des Beaux-Arts de Stockholm . Elle part étudier en 1883 à Paris où elle reste jusqu'en 1889. Elle y étudie à l'Académie Colarossi et est l'élève de Pascal Dagnan-Bouveret et Gustave Courtois .

### Sa période parisienne: 1883-1889
Eva Bonnier produit une grande quantité d’œuvres réalistes durant ses années à Paris. Elle participe à de nombreuses expositions et en particulier à celles créées par la Konstnärsförbundet (sv) (l'Association artistique suédoise). Elle expose aux expositions universelles de Paris et de Chicago. Elle peint alors principalement des portraits et des personnages, et aborde également des thèmes sociaux, notamment des représentations de la maladie.

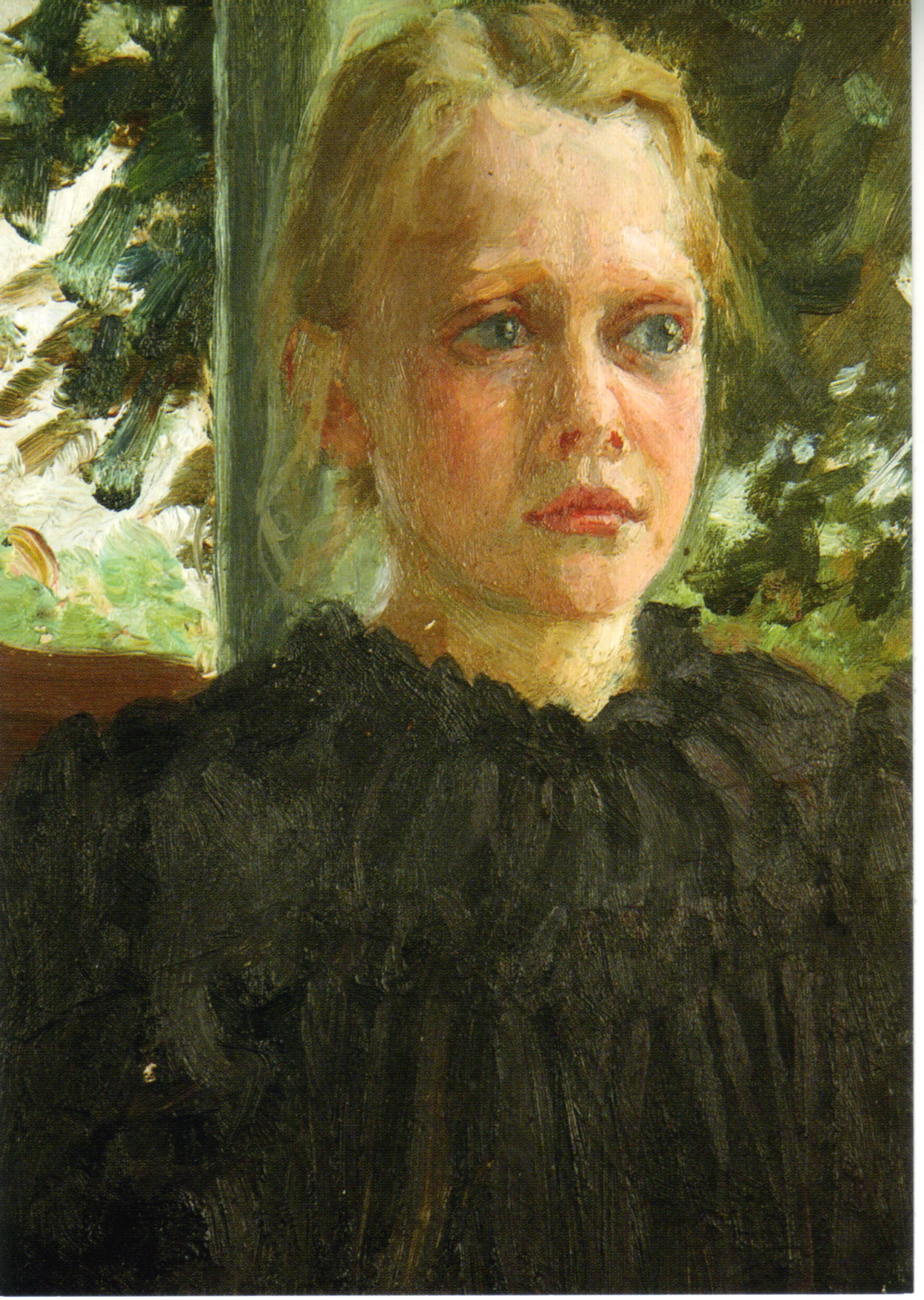
Eva Bonnier, Julia Hasselberg, 1906, huile sur toile

Lorsqu'elle est à Paris, Eva Bonnier se lie d'amitié avec le sculpteur Per Hasselberg. Ils développent une relation émotionnelle difficile et planifient de se marier en 1892. Cependant, leurs fiançailles sont annulées. Per Hasselberg meurt subitement de la syphilis en 1894 en laissant derrière lui leur fille illégitime Julia, que Eva Bonnier adopta.

### Retour à Stockholm
Eva Bonnier était alors déjà de retour en Suède où elle avait acquis un atelier rue Hamngatan à Stockholm. Elle réalise ainsi une série de portrait sur commande puis réduit peu à peu sa production . Au début du XXe siècle, il n'existe plus d’œuvre signée de sa main.
Elle semble avoir été intelligente et déterminée, et elle était connue pour sa langue acérée. Elle réussit malgré ses dépressions à mener une vie active pleine d'engagements et de voyages.
Sa vie indépendante et émancipée s'écarte des normes féminines de l'époque. Eva Bonnier est alors économiquement indépendante par son héritage et n'a pas besoin d'exercer une activité professionnelle pour subvenir à ses besoins . Grâce à sa fortune, elle soutient activement ses camarades et les jeunes talents .

### Mort
En 1909, elle tombe malade lors d'une visite à Copenhague. C'est durant cette visite qu'elle se défenestre tandis qu'elle réside à l’Hôtel Cosmopolite. Selon le frère d'Eva Bonnier, Karl Otto Bonnier, la fièvre a exacerbé sa dépression latente.

« Le matin de l’Épiphanie, j'ai reçu de terribles nouvelles de Copenhague concernant le mal psychique et le rapide accident de ma sœur, et depuis lors, je n'ai pas pu penser à quoi que ce soit d'autre. Nous avions espéré que ses blessures physiques seraient bénignes et que sa maladie mentale serait de courte durée comme les deux fois précédentes. »

— Karl Otto Bonnier
À sa mort Eva Bonnier lègue à des fins artistique 385 000 SEK à la ville de Stockholm.

## Sélection d’œuvres

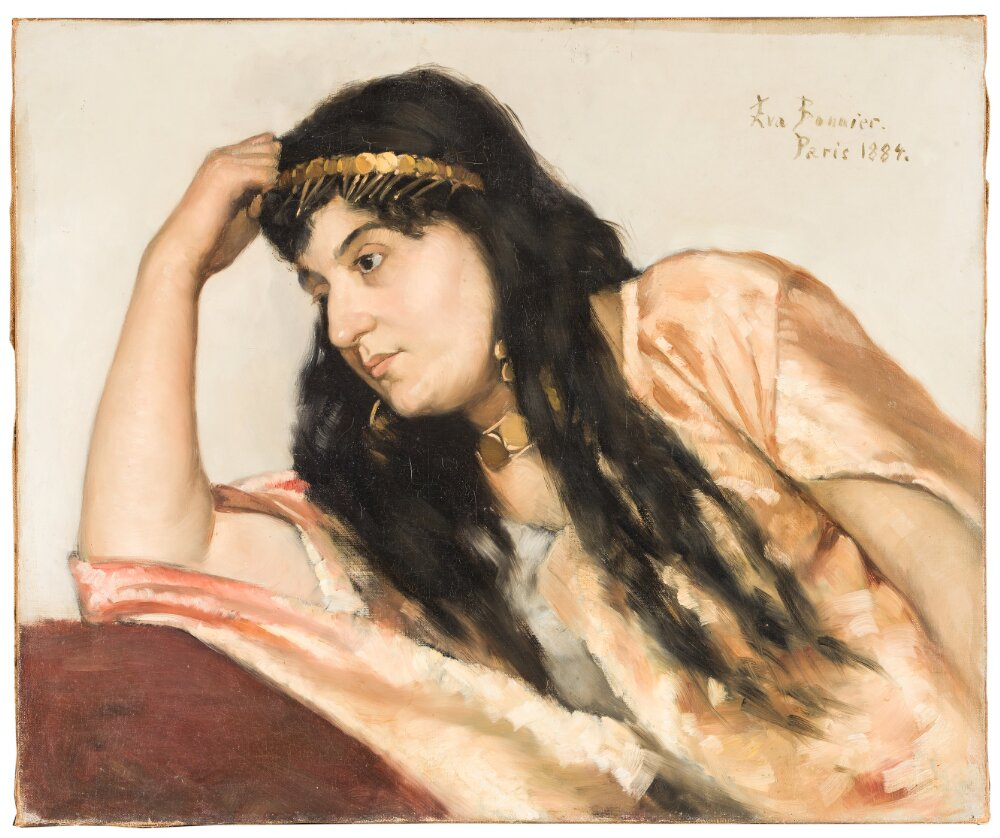
Odalisque, 1884, huile sur toile, 50,5 x 61 cm, Nationalmuseum, Stockholm,
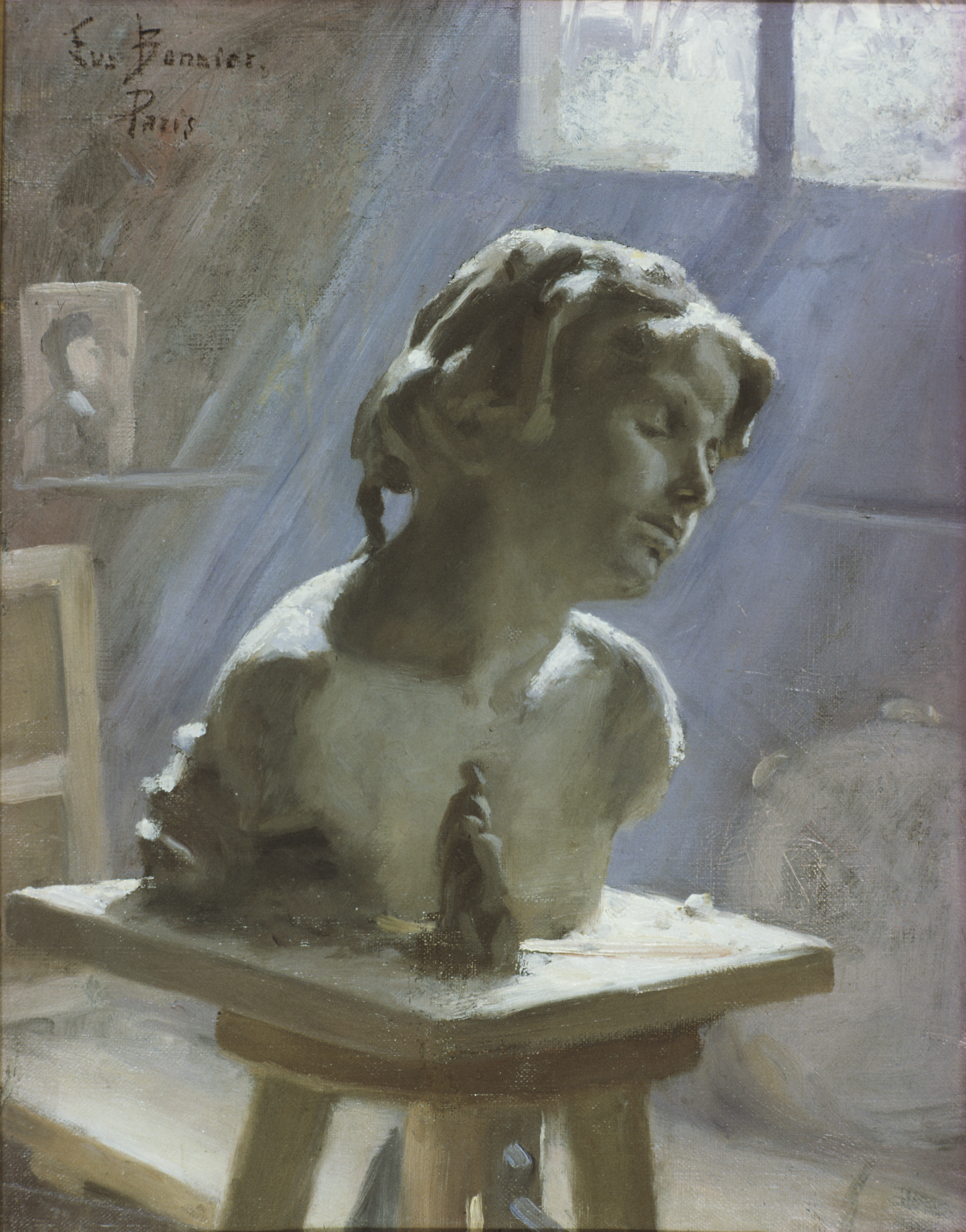
Intérieur d'un Studio à Paris, 1886, huile sur toile, 41 x 32 cm, Nationalmuseum, Stockholm
Vielle grand-mère, 25 janvier 1886, huile sur carton, 24 x 19 cm, Nationalmuseum, Stockholm
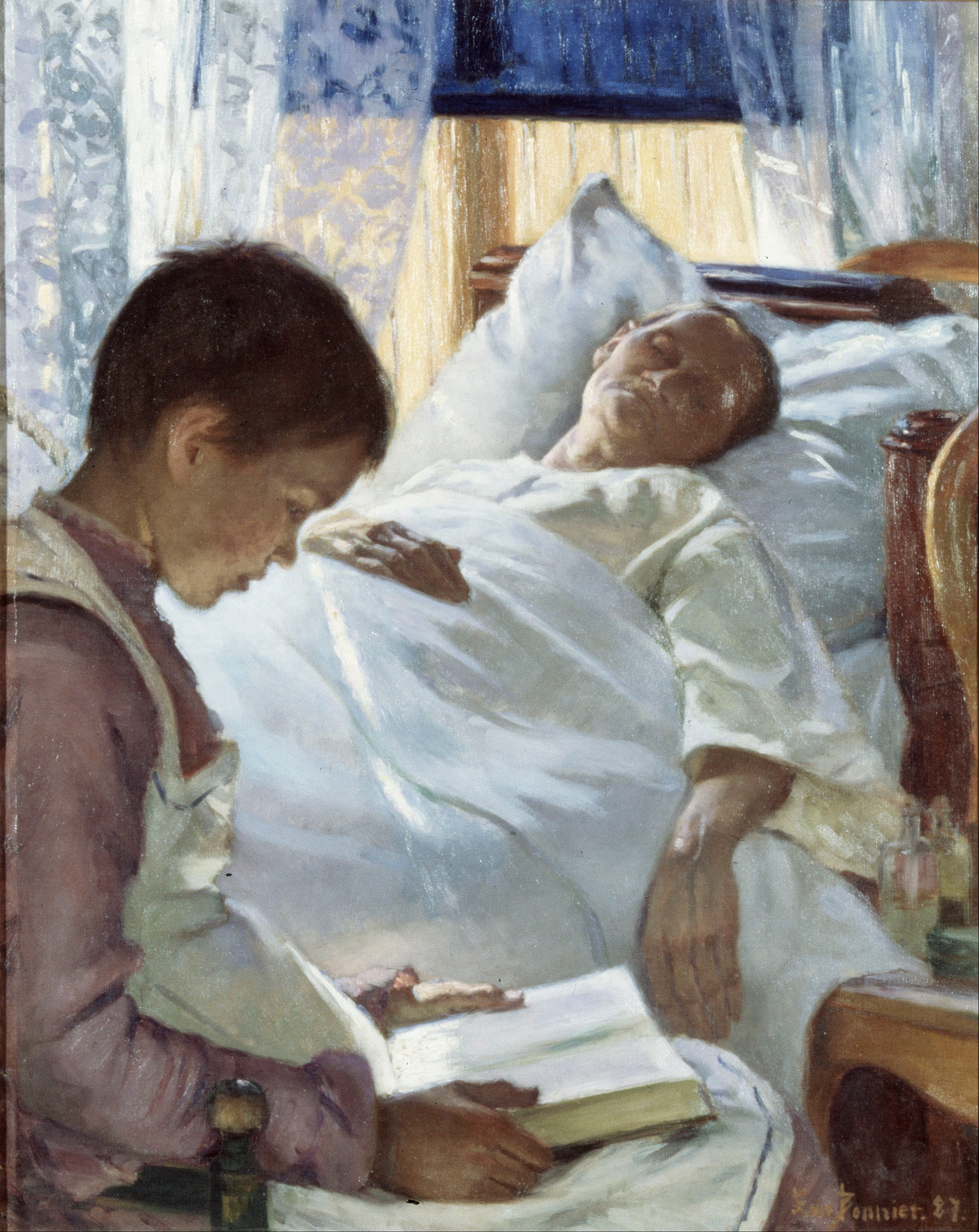
Réflexion en bleu, 1887, huile sur toile, 80 x 64 cm, Nationalmuseum, Stockholm
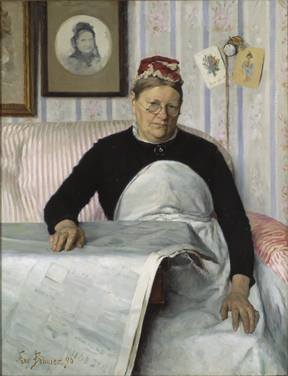
La Gouvernante, 1890, huile sur toile, 112 x 86 cm, Nationalmuseum, Stockholm